# Okorág-Kárászpuszta megállóhely
Okorág-Kárászpuszta megállóhely egy Baranya vármegyei vasúti megállóhely Okorág községben, a MÁV üzemeltetésében.
A Királyegyháza-Sumony-Okorág–Sellye közötti országút (az 5806-os út) és a vasútvonal kereszteződésénél található, Okorág központjától 1,2 kilométerre északnyugatra. Közvetlen közúti elérését a nyúlfarknyi 58 316-os számú mellékút biztosítja; utóbbi elágazásánál csatlakozik az országúthoz a ma már csak néhány tucat lakossal rendelkező, mintegy másfél kilométerre északra fekvő (közigazgatásilag Szentegáthoz tartozó) Kárászpusztát kiszolgáló, alsóbbrendű mellékutak egyike is.
A Szentlőrinc–Sellye-vasútvonal 166-os szelvénykövénél lévő megállóhely 1903-ban még az Okorág-Kárász nevet viselte, sőt az áthaladó vágány mellett néhány évtizeddel ezelőtt még rakodóvágánya is volt. Felvételi épülettel jelenleg nem rendelkezik.

## Vasútvonalak
A megállóhelyet az alábbi vasútvonalak érintik:
- Szentlőrinc–Sellye-vasútvonal

## Kapcsolódó állomások
A megállóhelyhez az alábbi állomások vannak a legközelebb:
- Kákics megállóhely (Szentlőrinc–Sellye-vasútvonal)
- Sumony megállóhely (Szentlőrinc–Sellye-vasútvonal)

## Forgalom
| Járat        | Útvonal | Gyakoriság |
| ------------ | --- | ---------- |
| személyvonat | Sellye – Kákics – Okorág-Kárászpuszta – Sumony – Gyöngyfa-Magyarmecske – Királyegyháza-Rigópuszta – Szentlőrinc | 2 óránként |